# Östertjärnen (Säfsnäs socken, Dalarna, 667067-142678)
Östertjärnen är en sjö i Ludvika kommun i Dalarna och ingår i Göta älvs huvudavrinningsområde. Sjön har en area på 0,181 kvadratkilometer och ligger 387,5 meter över havet. Sjön avvattnas av vattendraget Sikforsån.

## Delavrinningsområde
Östertjärnen ingår i det delavrinningsområde (667050-142675) som SMHI kallar för Inloppet i Hösjön. Medelhöjden är 401 meter över havet och ytan är 11,7 kvadratkilometer. Det finns inga avrinningsområden uppströms utan avrinningsområdet är högsta punkten. Sikforsån som avvattnar avrinningsområdet har biflödesordning 3, vilket innebär att vattnet flödar genom totalt 3 vattendrag innan det når havet efter 404 kilometer. Avrinningsområdet består mestadels av skog (71 procent) och sankmarker (18 procent). Avrinningsområdet har 0,18 kvadratkilometer vattenytor vilket ger det en sjöprocent på 1,6 procent.